# 对苯醌四甲酸二酐
对苯醌四甲酸二酐也称为“1,4-苯醌四甲酸二酐”、“对苯醌四羧酸二酐”或“1,4-苯醌四羧酸二酐”是一种 有机碳氧化物，其分子式为C10O8。这种化合物可视为每分子对苯醌四甲酸脱去两分子水后得到的酸酐。
常态下，对苯醌四甲酸二酐是一种红色的固体，在140℃以下的干燥空气中可保持稳定。 对苯醌四甲酸二酐不溶于乙醚、四氯化碳、二氯甲烷或二硫化碳等溶剂，能与水、乙醇、丙酮、乙酸乙酯以及四氢呋喃等物质发生反应。对苯醌四甲酸二酐能溶解在苯的甲基化衍生物中，并赋予溶液橘黄至紫红的颜色，暴露在潮湿空气中可使该溶液变蓝。

## 历史
对苯醌四甲酸二酐由P. R. Hammond于1963年首先合成，他称该化合物为“最强的π电子受体之一”。